# Weiß Survive
《Weiß Survive》是武士道企划的交换卡片游戏《Weiß Schwarz》的衍生作品，有藤真拓哉创作漫画，和其改编的电视动画。

## 原作漫画
于由武士道发行的免费杂志《武士道 TCG 杂志》連載，原案由武士道负责，漫画由藤真拓哉创作。
漫画主要介绍了武士道企划的交换卡牌游戏《Weiß Schwarz》。

### 原作登場人物
武
主人公。
美知
女主人公。

某国的公主，最初是藤真拓哉官方网站“ESSENTIA”上的吉祥物。
静流
武的义姐。
对战爷爷
在动画化告知回中客串出演的角色。

## 动画
动画作品包括第一季《Weiß Survive》和第二季《Weiß Survive R》，于2009年至2010年间在TBS电视台播出，为节目《卡片学园》的插播动画，属于宣传性质的动画短篇。播出时间为每周五凌晨1点25分至1点55分。每话约2分半钟（无开头和结尾曲）。目前全部二季均可在Niconico动画免费观看。
动画以《Weiß Schwarz》为主题，但整体风格偏向超现实，插入许多小梗、下流笑话及幕后花絮，且未对游戏规则和世界观做充分解释。有时剧情中不出现卡牌对战，甚至出现与《Weiß Schwarz》无关的元素，带有许多荒诞色彩。
故事方面，第一季以未知世界为舞台，主人公武以教程形式逐步掌握卡牌战斗规则并与敌人对抗（但规则介绍并不充分）。第二季则以现实世界为背景，围绕秋叶原发生的卡牌玩家相关事件展开战斗。部分角色与原作相同，但故事大多为原创。

### 故事简介
某个风雨交加的夜晚，主人公武藏与青梅竹马美知为了复习考试，来到学校里无人使用的图书馆。武偶然发现了一张名为《Weiß Schwarz》的卡牌，似乎是美知的。
然而，图书馆即将发生异变，这成为少年少女们生死战斗的信号。
武和美知的命运将如何？《Weiß Schwarz》究竟是什么？

### 登场人物

#### 主要角色
武与美知两名角色的名字来源于株式会社武士道（Bushiroad）一词中的武士与道路。配音演员也曾主持过《卡片学园》。
武（配音：中本順久）
本作主人公，是《Weiß Schwarz》的新手玩家。意外进入卡牌世界，不得不参与卡牌对战。
虽有偷窥裙子等变态行为，但通过卡牌对战和对战爷爷的训练逐渐成长。
美知（配音：橘田いずみ）
女主人公，《Weiß Schwarz》的最强玩家。第一季中陪同武进入卡牌世界，负责支援对战。第二季则主要被静流戏弄。
经常脚踩武来惩罚他的愚蠢行为，胸部大小为普通水平。口头禅是“请想象”，该词后来成为同公司TV动画《卡片战斗先导者》的关键词。
对战爷爷（配音：前田登）
“VS”代表“Weiß Schwarz”。卡牌世界中的导师形象，但主角们眼中只是个烦人的变态老头。第二季以类似苍蝇的形态出现在现实世界，帮助解决卡牌玩家相关事件。
经常做变态行为，被美知和静流惩罚。
静流（配音：榎本温子）
第二季登场，武藏的义姐，被称为“爆裂卡牌皇后・静”。正在国外留学，却突然被发现昏倒在武的学校，从此开始和武以及他的朋友们一起行动。
拥有H罩杯巨乳，是所有角色中胸部最大的。经常抱住美知。

#### 混沌三姐妹
她们是《混沌Online》的新手引导角色。《混沌TCG》是武士道开发的另一款交换卡牌游戏，《混沌Online》是其在线版本。
据说这三姐妹拥有所有萌元素。她们是继美知之后，武在卡牌世界中面临的另一场战斗的对象。她们也在第二季中出现在现实世界中。
希斯（配音：ミルノ純）
巨乳的天然大姐姐。
欧佩蕾塔（配音：春夏ひとみ）
双马尾傲娇。
凯露（配音：南條愛乃）
称呼武为“哥哥”的萝莉。

#### 爱丽丝×十字
来自《爱丽丝×十字》两位吉祥物。他们在《爱丽丝×十字》的舞台上向武发起了挑战。
库（配音：鈴木裕斗）
丞（配音：堀江一眞）

### 制作人员
- 企画、原作、製作：武士道
- 監督：鈴木行（Weiß Survive）、瀬藤健嗣（日语：瀬藤健嗣）（Weiß Survive R）
- 系列構成、脚本：井上智代、吉岡孝夫（Weiß Survive）、竹内利光（Weiß Survive R）
- 角色原案：藤真拓哉
- 角色设计、総作画監督：樋口博美
- 色彩設定：宮川貴江
- 美術監督：湯沢康之
- 美術：风雅工作室
- 撮影監督：三品雄介
- 音響監督：田中一也
- 効果：出雲範子
- 調整：木澤秀昭
- 録音工作室：Studio T&T
- 音響制作：Dax Production 平田哲、大室正勝
- 音楽制作：中村則子
- 执行制片：木谷高明
- 制片：井上智代
- 动画制作：云雀工作室

### 插入曲
饺子之歌（演唱：美知（橘田いずみ））
第7话插入曲

### 各話列表
| Weiß Survive（第1季） | Weiß Survive（第1季）         | Weiß Survive（第1季） |      | Weiß Survive R（第2季） | Weiß Survive R（第2季） | Weiß Survive R（第2季） |
| 話数                  | 标题                          | 放送日                | 話数 | 标题                    | 放送日                  |                         |
| --------------------- | ----------------------------- | --------------------- | ---- | ----------------------- | ----------------------- | ----------------------- |
| 1                     | カードゲームに胸きゅん!       | 2009年 6月5日         | 1    | 復活ヒゲ☆ボイン         | 2009年 12月4日          |                         |
| 2                     | どこぞのジジイと胸きゅん?     | 6月12日               | 2    | 魅惑Hカポー             | 12月11日                |                         |
| 3                     | 初体験に胸きゅん♡             | 6月19日               | 3    | 吐息セーラーワッフー    | 12月18日                |                         |
| 4                     | 調教とバトルに胸キュン☆       | 6月26日               | 4    | 巨貧乳エプロマン        | 12月25日                |                         |
| 5                     | 萌×3で(´д`;)ハアハア          | 7月3日                | 5    | 和巨乳メガネロリックス  | 2010年 1月15日          |                         |
| 6                     | 萌える足蹴に(;´Д`)ハアハア    | 7月10日               | 6    | 女装少年おとりドッガー  | 1月22日                 |                         |
| 7                     | 魅惑のボインだ(*´д`*)ハアハア | 7月17日               | 7    | 久々ウィスパーヘルパー  | 1月30日                 |                         |
| 8                     | キタ―(ﾟ∀ﾟ)―!!                 | 7月24日               | 8    | 驚愕メガオマエモカー    | 2月12日                 |                         |
| 9                     | †ようこそ! アリス×クロス†     | 7月31日               | 9    | 思い出のーほえあー      | 2月26日                 |                         |
| 10                    | †フィギュアとアリス†          | 8月7日                | 10   | 忘却るるるーー          | 3月5日                  |                         |
| 11                    | †メタモルフォーゼのアリス†    | 8月14日               | 11   | 肌色ゴールデイン        | 3月12日                 |                         |
| 12                    | †アンコールとアリス†          | 8月28日               | 12   | 爆裂マスカレイドル      | 3月19日                 |                         |
| 13                    | 決戦!                         | 9月4日                |      |                         |                         |                         |
| 14                    | 激突!                         | 9月11日               |      |                         |                         |                         |
| 15                    | 告白!                         | 9月18日               |      |                         |                         |                         |
| 16                    | 帰還!                         | 9月25日               |      |                         |                         |                         |

### DVD
DVD 未公开发售。第一、二季分别作为 2009 年第 77 届和 2010 年第 78 届 Comic Market 武士道与响展位购买满 10,000 日元的特典。

## 漫画《Weiß Survive W》
武士道作为企画、原作，風川なぎ执笔，于角川書店月刊Comp Ace連載。全1册，在2010年10月26日发售。前作角色中，仅有武和美知登场。

## 卡牌
Weiß Schwarz 中有第一季中的美知和武，以及第二季中的静流的卡片。